# Caldo perpétuo
Caldo perpétuo é um caldo da culinária da China que originalmente não leva carne nem peixe, mas ganha os sabores desses ingredientes à medida que é utilizado para os cozinhar. É preparado fervendo em fogo brando e durante pouco tempo água, vinho chinês, anis estrelado, açúcar de pedra, casca de tangerina e outros ingredientes, para além de molho de soja, que deve ser do tipo escuro ou concentrado, que tem menos sal e dá ao caldo um coloração mais forte. 
Este caldo, de origem muito antiga, é usado para cozinhar lentamente carne ou peixe, que ganha a cor acastanhada que lhe confere o molho de soja; por isso, diz-se em inglês que a carne ou peixe foi “soy-cooked” ou “red-cooked”. Os ingredientes mais comumente cozinhados desta maneira são a galinha, pombo, pato, codorniz e porco. Cada vez que um novo ingrediente é cozinhado no caldo perpétuo, confere-lhe o seu sabor; por outro lado, cada nova fervura assegura que o caldo se mantém em boas condições, sem micróbios, nem outros agentes que o podiam deteriorar. Fala-se de caldos perpétuos com mais de 100 anos.